# Choerodon fasciatus
 Choerodon fasciatus és una espècie de peix de la família dels làbrids i de l'ordre dels perciformes.

## Morfologia
Els mascles poden assolir els 30 cm de longitud total.

## Distribució geogràfica
Es troba des de les Illes Ryukyu fins a Taiwan i des de Nova Caledònia fins a Queensland (Austràlia).